# Consortium de réalisation
Pour les articles homonymes, voir CDR.
Le Consortium de réalisation (CDR) est une structure de défaisance chargée depuis 1995 de liquider les actifs du Crédit lyonnais et de ses filiales pour éviter la faillite de cette banque, alors première banque française et en grande difficulté.
Les actifs que le CDR a eu à liquider représentaient alors 200 milliards de Francs (30 milliards d’euros) de créances litigieuses détenues par le Crédit Lyonnais et 13 de ses filiales.
Parmi les dossiers notables gérés par le CDR : Adidas/Bernard Tapie, Executive Life, Artemis, AOM, Metro-Goldwyn-Mayer, etc. En 2023, les derniers actifs à liquider concernent  principalement le premier de ces dossiers.

## Historique

### 1995-1997: création du CDR et premières opérations
En 1993, le Crédit Lyonnais se trouve en situation de quasi-faillite, particulièrement à cause d’une stratégie de croissance à l’étranger et d’investissements industriels risqués qui augmentent considérablement la taille de son bilan financier. Parallèlement, plusieurs filiales du Crédit Lyonnais sont impliquées dans des contentieux judiciaires (Colbert, Altus, etc.), la plus notable étant la Société de banque occidentale (SDBO) qui avait conseillé Bernard Tapie lors de l’achat et de la revente d’Adidas (Voir Affaire Tapie).
Une première structure de défaisance, l’Omnium immobilier de gestion (OIG), est créée en 1994 pour regrouper les actifs à risque (illiquides et en forte perte de valeur) du Crédit Lyonnais. Cela comprend, pour un total initial de 6,2 Md €, des participations industrielles et crédits immobiliers dont le remboursement a été rendu impossible par la crise du marché de l’immobilier du début des années 90.
Un premier plan de sauvetage piloté par l’OIG se révèle très insuffisant pour couvrir les pertes, et c’est donc un second plan plus vaste qui est mis en place par le Consortium de réalisation (CDR), créé pour reprendre le portefeuille d’actifs de l’OIG et du Crédit Lyonnais, pour un total désormais chiffré à 28 Md €. Alain Madelin, alors ministre des Finances, propose Michel Rouger ancien Président du tribunal de commerce de Paris, comme Président, tandis que le Directeur Général, François Lemasson, est proposé par le Directeur du Trésor Jean Lemierre. L’une des premières cessions d’actifs industriels par le CDR concerne le sidérurgiste Usinor, dont le Crédit Lyonnais avait acquis 20% en 1990 : cette participation est vendue en 1995.
Le CDR se structure en 1996 en cinq pôles (CDR IMMOBILIER, CDR FINANCES, CDR PARTICIPATIONS, CDR ENTREPRISES, CDR CRÉANCES), une organisation dictée par la nature des actifs repris au Crédit Lyonnais, et installe ses locaux rue Le Peletier (Paris 9ème). Sa tutelle est assurée pour le compte de l’État par l'Établissement public de financement et de restructuration (EPFR), selon la loi n°95-1251 du 28 novembre 1995. L’EPFR est doté d’un conseil d’administration composé d’un Président, de deux parlementaires et de deux représentants de l’Etat. Le nombre de salariés transférés au CDR SA et à ses filiales est de l'ordre de 850 personnes.
À la création du CDR, Jean-Louis Galliot, ex-Crédit lyonnais-New York, puis Jean-Arnault de Lasa prennent la responsabilité des participations minoritaires, ainsi que des grandes lignes comme Bolloré, Bouygues, Framatome, la Mixte ou Artémis, la holding de François Pinault. Le pôle des participations majoritaires est dirigé par Claude-Eric Paquin, ex-patron d’Altus, remplacé en 1996 par Jean Fontourcy. Le pôle liquidatif des banques est placé sous la responsabilité de Pierre Dorrel, Président de la SDBO. Le pôle immobilier est quant à lui dirigé par Jacques de Peretti, ancien dirigeant de Kaufman & Broad et précédemment responsable de l’OIG.
Ainsi, à partir de 1996, l’EPFR rembourse progressivement un prêt de 18,8 Md€ consenti à l’origine par le Crédit Lyonnais : le remboursement s’opère, pour partie, grâce aux bénéfices qui sont réalisés par le CDR et remontés à l’EPFR, et pour le solde grâce à des dotations de l’État. À la fin de l’année 1997, le CDR a déjà cédé 60% des actifs concernés, dont le studio de cinéma Metro-Goldwyn-Mayer (MGM).
En 1996, le CDR récupère également les parts détenues par le Crédit Lyonnais dans Framatome (4% du capital de l’industriel). Et en 1997, le CDR conclut la vente de la participation d’une filiale du Crédit Lyonnais dans la compagnie aérienne AOM French Airlines, rachetée par Swissair.

### 1998-1999: changement de statut et de gouvernance
Dominique Strauss Kahn devient en 1997 ministre de l’Economie, des Finances et de l’Industrie et s’opère un changement de statut : l’EPFR devient l’actionnaire unique du CDR en 1998. La direction est scindée en deux entre Raymond H. Lévy, qui devient Président du Conseil de Surveillance, et François Lemasson, qui prend la présidence du Directoire. S’opère alors un changement de stratégie : la stratégie liquidative appliquée jusqu’alors est remplacée par une stratégie de valorisation actif par actif afin de maximiser leur prix de cession.
Au 1er janvier 1998, l’EPFR a consenti un abandon de créances de 9,91 Md€ correspondant aux provisions dans les comptes du CDR des pertes latentes sur l’ensemble de ses actifs et contentieux, à des écarts d’acquisition et à l’apurement de dettes à l’égard du CDR. Pour financer les frais de réalisation des actifs, le CDR a reçu en 1998 une dotation de 392,56 M€. Cette nouvelle méthode comptable permet au CDR d’éteindre sa dette vis-à-vis de l’EPFR en 1999. En parallèle, le CDR commence la cession des parts du Crédit Lyonnais dans le groupe Bouygues : à la fin de l’année 1998, le CDR ne compte plus parmi ses actifs que 4,84% du capital du groupe de BTP et 8,5% des droits de vote.
Le 14 octobre 1999, le CDR accepte de payer 4 M$ à la justice américaine dans le cadre du litige qui oppose cette dernière au Crédit Lyonnais, en lien avec la MGM dont le Crédit Lyonnais a été propriétaire de 1993 à 1997. La justice américaine établit que le Crédit Lyonnais n’a pas de responsabilité dans les fraudes financières qui entachent le rachat de la MGM par l’homme d’affaires italien Giancarlo Parretti en 1990 : la somme versée par le CDR correspond à des frais de justice et d’enquête. Toujours en 1999, le CDR vend pour 230 M€ sur le marché boursier les dernières parts du Crédit Lyonnais (3,18%) dans Bouygues : grâce à l’augmentation du cours du titre Bouygues depuis 1997, le CDR réalise une plus-value qui lui sert à compenser une partie des pertes sur d’autres actifs.

### 2000-2006: progrès dans la défaisance des actifs
Après avoir déménagé ses locaux au 3-5 rue Saint-Georges (Paris 9ème), le CDR revient le 21 décembre 2001 à son statut de SA avec PDG : Jean-Pierre Aubert occupe cette fonction jusqu’en 2006. Le président de l’EPFR siège au conseil d’administration du CDR à partir de 2001. Sur les cinq filiales de premier rang regroupées en pôles, trois sont absorbées et dissoutes en 2002 (immobilier et finances) et en 2004 (participations). Les deux autres pôles, CDR Entreprises et CDR Créances, sont maintenus en raison de la persistance de contentieux : Executive Life et AIG pour le premier et les dossiers IBSA et Tapie pour le second. Fin 2006, le CDR comptait encore 22 filiales.
De 2001 à 2003, le CDR cède la moitié du portefeuille encore détenu fin 2000, qui a été ramené en valeur nette comptable de 617 M€ à 290 M€, alors que le marché boursier chutait de plus de moitié dans cette période (l’indice CAC 40 est passé d’un maximum de 6 900 points au cours de l’année 2000 à un minimum de 2 900 points en 2003). L’objectif n’est pas modifié malgré la conjoncture immobilière et boursière. Le CDR profite du léger rebond de 2004 pour solder presque tout le restant de ses titres.
En parallèle, le CDR et Vincent Bolloré trouvent un accord pour que le CDR puisse commencer la liquidation de la participation du Crédit Lyonnais dans une holding de l’homme d’affaires breton, la Compagnie des Glénans : le CDR obtient 170 M€ ainsi que la conversion de ses 40,83% de la Compagnie en obligations convertibles qu’il doit garder pendant 7 ans. La plus-value pour le CDR, compte tenu du prix d’achat par le Crédit Lyonnais, est évaluée à 35 M€, servant à combler d’autres pertes du Crédit Lyonnais par ailleurs.
En 2003, le dossier de l’assureur américain Executive Life prend une nouvelle tournure (voir Infra). En 2003, le Crédit lyonnais, le CDR, et leurs partenaires, acceptent de payer 771 M$ à la justice américaine pour les faux rapports remis aux autorités de contrôles pour l'acquisition de produits toxiques et d’Executive Life (dont 600 millions de $ pour le CDR). L'année suivante, les tentations de médiations civiles échouent et en 2005 lors du procès civil le Crédit lyonnais et le CDR acceptent finalement un accord amiable à 700 M$.
Dans l’affaire Tapie, selon le PDG de l’époque Jean-Pierre Aubert, Nicolas Sarkozy serait intervenu dès 2004 pour un règlement à l’amiable de l’affaire Tapie dans le cadre d’une médiation. Confiée entre novembre 2004 et mars/avril 2005 à Jean-François Burgelin, ancien procureur près de la Cour de cassation, cette médiation échoue, Bernard Tapie en ayant refusé les conclusions : il aurait dû céder l'ensemble de ses actifs au CDR, et de son côté, le CDR aurait effacé le solde de ses créances de 120 M€.
En 2005, la cour d'appel de Paris condamne le CDR à payer 135M€ à Bernard Tapie mais, statuant en Assemblée plénière, la Cour de cassation casse cet arrêt en 2006
Le 6 avril 2005, le Conseil d'administration de CDR SA approuve la signature d'un contrat d'assistance avec la Caisse des dépôts et consignation (CDC) « élaboré par les services du CDR et de la CDC, avec l'accord de l'Agence des Participations de l'Etat ».

### 2007-2013: présidence de Jean-François Rocchi et recours à l’arbitrage dans l’affaire Tapie
En 2006, le CDR déménage au 55, rue de Lille (Paris 7ème) et Jean-François Rocchi en devient le PDG. Le 11 juillet 2008, un tribunal arbitral, composé de Pierre Mazeaud, ancien Président du Conseil constitutionnel, Jean-Denis Bredin, avocat, et Pierre Estoup, magistrat, fixe à 404 M€ les sommes dues à Bernard Tapie, dont 12 M€ représentant une créance sur le Crédit Lyonnais, et 392 M€ à verser par le CDR, dont une partie a servi à compenser les dettes anciennes de Bernard Tapie qui étaient gelées depuis sa mise en liquidation judiciaire en 1994.. Le montant que Bernard Tapie a finalement reçu en numéraire par chèques s'est élevé à 305 M€, dont   45 M€ au titre d'un préjudice moral. La décision de recourir à cette procédure d’arbitrage avait été prise par Christine Lagarde, alors ministre de l’Économie de Nicolas Sarkozy, dont le Directeur de cabinet était Stéphane Richard.
Le tribunal arbitral « retient la responsabilité des banques (SDBO et Clinvest), dont le CDR est l'héritier dans le cadre de sa mission de "défaisance" », au titre de l'exécution du mandat de vendre Adidas qui leur avait été confié par le groupe Tapie en 1992-93. Le tribunal arbitral estime que « deux fautes ont été commises par les banques : […] un manquement à l'obligation de loyauté incombant au mandataire [et] une violation de l'interdiction de la banque mandataire de se porter contrepartie en achetant directement ou indirectement le bien qu'elle est chargée de vendre. »
En 2012, à l'initiative du Procureur général auprès de la Cour des comptes, le Parquet de Paris a fait ouvrir une instruction pénale confiée à trois juges d’instruction du Pôle financier : Serge Tournaire, Guillaume Daïeff et Claire Thépaut. L'arbitrage est en effet apparu suspect à la fois dans son engagement et dans son issue, notamment à raison et de sa contradiction avec l'arrêt de 2006 de la Cour de cassation et du montant sans précédent du préjudice moral. L'objet de l'information judiciaire était donc de déterminer si le fait d’avoir voulu solder les litiges entre Bernard Tapie et l’ancien Crédit Lyonnais par le biais d’un arbitrage pouvait constituer une infraction pénale imputable à Bernard Tapie, son entourage et/ou les décideurs politiques et administratifs de l’époque (Christine Lagarde, etc.), et si l'arbitrage s'était déroulé dans des conditions normales d'objectivité et de loyauté. Lors de leur enquête, les juges procèdent à des perquisitions aux domiciles de Bernard Tapie, des trois juges-arbitres, de Christine Lagarde, ministre de l’Économie au moment de l’arbitrage, et de son ex-Directeur de cabinet, Stéphane Richard, ainsi qu'aux cabinets de Maurice Lantourne (avocat de Bernard Tapie) et de Claude Guéant, Secrétaire Général de l'Élysée à l’époque et devenu avocat.

### 2013-2015: retour de François Lemasson et contestation puis annulation de l’arbitrage
En 2013, François Lemasson devient Président du CDR, avec pour mandat de poursuivre le recouvrement des diverses créances du CDR et d’obtenir l’annulation de l’arbitrage rendu le 7 juillet 2008 en faveur de Bernard Tapie dans le cadre de l’Affaire Tapie/Crédit Lyonnais.
En avril 2013, après avis à victime de la part du juge Tournaire, le CDR peut se constituer partie civile dans la procédure pénale, et il lance en parallèle des recours civils  en vue de faire annuler les sentences arbitrales qui lui avaient coûté 404 M€ .Dans le cadre de la procédure pénale, les juges d'instruction décident de mettre en examen pour « escroquerie en bande organisée » et détournement de fonds publics Pierre Estoup, qui s’étonne que les deux autres juges-arbitres ne soient pas eux-aussi mis en examen, Stéphane Richard dont l’avocat estime que sa mise ne examen « ne repose sur aucun élément sérieux », Bernard Tapie qui en demande l’annulation, Maurice Lantourne , etc. Ces mises en examen seront validées par la Cour d’Appel de Paris en janvier 2015, puis par la Cour de cassation en janvier 2016.
Le 28 juin 2013, le CDR dépose un recours en révision demandant à la Cour d’Appel de Paris d'annuler les sentences arbitrales et de rejuger au fond l'ensemble des litiges qui avaient été soumis aux arbitres : le CDR affirme alors à la presse que « les investigations menées par la brigade financière sous le contrôle de trois juges d'instruction et du parquet ont révélé au CDR l'existence d'indices graves et concordants permettant de considérer que l'arbitrage a été entaché de fraude ».
La brigade financière établit dans son rapport que ses travaux « ont […] permis de déterminer que M. Tapie avait été pleinement associé aux opérations » liées à la revente d'Adidas, donc que cette revente n’avait pas été réalisée à son insu par le Crédit Lyonnais. Lors de l’arbitrage, « le raisonnement des arbitres reposait sur des documents non conformes à la réalité », toujours selon le même rapport d’enquête, dont les policiers qui en sont à l’origine affirment que « le Crédit lyonnais négociait alors effectivement la vente sur la base du prix demandé par Bernard Tapie ». Le rapport de la brigade financière conclut que « les faits ayant pu être établis par les investigations ne permettent pas de donner crédit à la thèse de M. Tapie et aux conclusions des arbitres », ce à quoi Tapie répond le jour même que « ce n'est pas les policiers qui font la justice. Le procès il se fera sur des éléments de droit. Pas sur l'intox des policiers avec la complicité des journalistes ».
En deux temps, le 17 février puis le 3 décembre 2015, la Cour d’Appel de Paris annule la sentence arbitrale principale du 7 juillet 2008 et les sentences qui ont suivi pour fixer le montant des indemnités accordées à Bernard Tapie. Le 17 février d’abord, la Cour d’Appel conclut au caractère national de l’arbitrage et ordonne la rétractation de toutes les sentences rendues au terme de ce que les magistrats de la Cour d’Appel ont qualifié de « simulacre d’arbitrage » : après avoir identifié les liens cachés qui pré-existaient entre Pierre Estoup, Bernard Tapie et Maurice Lantourne, la Cour d’Appel juge en effet avoir « démontré que M. Estoup, au mépris de l’exigence d’impartialité […] a, en assurant une mainmise sans partage sur la procédure arbitrale, présentant le litige de manière univoque puis orientant délibérément et systématiquement la réflexion du tribunal en faveur des intérêts de la partie qu’il entendait favoriser […], exercé une influence déterminante et […] surpris par fraude la décision du tribunal arbitral ».
Ce premier arrêt de la Cour d’Appel juge donc la manière dont l'arbitrage a été conduit et annule son résultat pour « fraude ». Son second arrêt, en date du 3 décembre 2015, rejuge alors le fond de l’affaire sur la base du compromis d’arbitrage initial et apporte une nouvelle réponse à la question de savoir si Bernard Tapie a été lésé ou non par son ancienne banque. En l’occurrence, la cour d’appel juge que les deux filiales du Crédit Lyonnais visées par les demandes d'indemnisation de Bernard Tapie, la SDBO et Clinvest, « n’ont pas commis les fautes qui leur sont reprochées » car « le prix de vente – 2,085 milliards de Francs – correspondait à la valeur réelle d’Adidas à la date de la cession » et parce que les sociétés de Bernard Tapie « disposaient, à la date de la vente d’Adidas, des mêmes éléments d’information que la banque ».
La conséquence de cette double décision de la Cour d’Appel de Paris est que le CDR obtient, à la fin de l’année 2015 et pour le compte de l’État, ce qui est l’objet ultime de ses recours, à savoir l’obligation solidairement faite à Bernard Tapie, son épouse, leurs sociétés et leurs liquidateurs judiciaires de rembourser la somme de 404 623 082,54 €. Ce montant correspond aux sommes que le CDR avait été condamné à verser à Bernard Tapie à l’issue de l’arbitrage frauduleux de 2008, et s’y ajoutent les coûts de la procédure d’arbitrage et les intérêts au taux légal depuis le paiement en 2008., soit environ 440 millions € au total. L’entourage de Bernard Tapie dénonce « un déni de justice pur et simple » et celui-ci se pourvoit en cassation, tandis que le CDR annonce entamer les démarches nécessaires au recouvrement des sommes dues.

### 2016-2021: recouvrement des dettes de Bernard Tapie
Les pourvois en cassation de Bernard Tapie sont rejetés en deux temps par la Cour de cassation. Tout d’abord, le 30 juin 2016, la Cour de cassation rejette le pourvoi de Bernard Tapie contre l’arrêt de la Cour d’Appel du 17 février 2015, ce rejet équivalent à une confirmation par la plus haute juridiction civile de l'annulation de l’arbitrage de 2008 en faveur de Bernard Tapie au motif qu’il était frauduleux. En effet, la Cour de cassation précise notamment qu’elle « a approuvé la cour d’appel d’avoir retenu que la décision du tribunal arbitral avait été surprise par le concert frauduleux ayant existé entre l’un des arbitres, M. Estoup, et M. Tapie, au profit de qui la sentence avait été rendue».
Le pourvoi de Bernard Tapie contre l’arrêt de la Cour d’Appel du 3 décembre 2015 est lui aussi rejeté par la Cour de Cassation le 18 mai 2017 : « l'homme d'affaires est définitivement condamné à rembourser les 404 millions d'euros que lui avaient octroyé trois juges arbitres en 2008 pour régler son litige avec la banque sur la vente d'Adidas » auxquels s’ajoutent les frais d’arbitrage et les intérêts dus depuis les versements de l’arbitrage, en conséquence de cette décision. Le CDR affirme alors publiquement, par son avocat Jean-Pierre Martel, que « le dossier Adidas est aujourd’hui clos. La question est désormais de savoir comment nous allons recouvrer les 404 millions d’euros auxquels s’ajoutent des intérêts considérables ».
Le CDR indique en effet le même jour que les actifs dont dispose Bernard Tapie (la Provence, un hôtel particulier à Paris, une villa à Saint-Tropez, etc.) ne seront probablement pas suffisants, même s’ils devaient être « bien vendus », pour couvrir les dettes de l’homme d’affaires. Bernard Tapie propose un plan de remboursement de ces sommes sur six ans (plus une année de franchise), que le Tribunal de Commerce de Paris valide le 6 juin 2017, malgré l’opposition du CDR et du parquet de Paris. Aucune saisie de ses biens n’est alors possible : le CDR interjette appel et poursuit par ailleurs ses actions en justice, principalement auprès des tribunaux de commerce français et belges, pour obtenir le remboursement de ses créances.
Le 12 avril 2018, le CDR obtient de la Cour d’Appel de Paris qu’elle infirme le jugement du Tribunal de Commerce et qu’elle rejette le plan de sauvegarde des sociétés GBT et FIBT : « aucune rentrée de fonds ne viendra à ce titre fournir des liquidités pour exécuter le plan », indique la Cour d’Appel dans son arrêt. Bernard Tapie soumet un second plan de sauvegarde qui est également rejeté, cette fois-ci par le Tribunal de Commerce de Paris le 18 janvier 2019. Les évaluations de Bernard Tapie des actifs de ses sociétés seraient « très optimistes » et ce plan ne lui permettrait pas de tenir ses engagements de remboursement : le CDR demande alors le placement de ses sociétés en liquidation judiciaire tandis que Bernard Tapie prépare un nouveau plan de redressement.
En parallèle, le volet pénal de l’affaire avance : Bernard Tapie a été renvoyé le 20 décembre 2017 en correctionnelle pour escroquerie et détournement de fonds publics et les audiences ont démarré en mars 2019. Il est relaxé par le Tribunal Correctionnel de Paris le 9 juillet 2019, ainsi que les autres prévenus (Pierre Estoup, Stéphane Richard, Maurice Lantourne, Jean-François Rocchi et Bernard Scemama). Cependant, cette issue au pénal « n’a aucun impact » sur le verdict au civil de 2015 et Bernard Tapie doit toujours rembourser 404 M€, hors intérêts et frais d’arbitrage. Le CDR poursuit donc ses actions en justice, ayant déjà obtenu fin 2018 le placement en liquidation judiciaire de deux sociétés belges (AMS et GBTH) de Bernard Tapie, qui y avait transféré une partie de ses actifs dès 2008.
Le 29 février 2020, la Cour d’Appel de Paris confirme le montant exact des dettes de Bernard Tapie, montant que ce dernier contestait. Deux mois plus tard, ses sociétés françaises (FIBT et GBT) sont placées en liquidation judiciaire, par le Tribunal de Commerce de Bobigny, après dessaisissement du Tribunal de commerce de Paris. Il s’agit de la « seule procédure appropriée » selon le CDR pour aboutir à rembourser « au moins une partie des dettes » de Bernard Tapie. En octobre 2020, le procès en appel au pénal, le Parquet de Paris et le CDR ayant fait appel de la décision 09 juillet 2019, démarre : Bernard Tapie, Pierre Estoup, Stéphane Richard, Jean-François Rocchi, Maurice Lantourne et Bernard Scemama sont de nouveau jugés pour « manœuvres frauduleuses, escroquerie et détournement de fonds publics ».

### Depuis 2021: décès de Bernard Tapie et recouvrement des créances
Lors du premier semestre 2021, le procès pénal en appel se déroule dans « un climat tendu » et connaît plusieurs interruptions du fait de l’état de santé de Bernard Tapie, qui ne lui permet pas d’assister à toutes les audiences. Le procès se termine néanmoins le 9 juin et la Cour d’Appel met sa décision en délibéré jusqu’au 6 octobre.
En parallèle, le CDR avance sur la cession de plusieurs actifs des sociétés de Bernard Tapie pour recouvrer ses créances. L’hôtel particulier dit de Cavoye, qui appartient à Bernard Tapie depuis 1986, est vendu à François Pinault pour 80 millions € en juin 2021. Par ailleurs, le quotidien régional la Provence, qui appartient également à Bernard Tapie depuis 2013, fait l’objet de marques d’intérêt de la part de Xavier Niel, qui possède déjà 11% du capital, et de Rodolphe Saadé, Président de CMA-CGM.
Le 3 octobre 2021, Bernard Tapie décède et reçoit de nombreux hommages post-mortem des milieux politiques, sportifs, entrepreneuriaux, etc. Cependant, son décès, qui certes éteint l’action pénale à son égard dans l’Affaire Tapie/Crédit Lyonnais, est sans impact sur ses dettes qui n’en sont pas pour autant annulées : les sociétés de Bernard Tapie et son épouse doivent toujours plus de 600 M€ au CDR (en comptant les intérêts qui se sont accumulés chaque jour depuis la décision de la Cour d’Appel en 2015 d’annuler l’arbitrage). Le CDR poursuit donc son entreprise de recouvrement au profit des finances publiques.
L’année 2022 voit la cession de nouveaux actifs de Bernard Tapie, le CDR jouant un rôle d’intermédiation visant à rendre possibles ou à faciliter les ventes et à en tirer le prix vers le haut. Les cessions les plus notables concernent tout d’abord la villa dite de la Mandala à Saint-Tropez, qui appartenait à Bernard Tapie depuis 2012 et est vendue à Tony Tamer le 6 juillet, un homme d’affaires américain milliardaire. Ce dernier débourse 81,2 M€ au terme d’un processus d’enchères privées dans lequel le CDR joue un rôle d’intermédiaire. Le CDR organise également le 6 juillet la vente d’œuvre d’arts ayant appartenu à Bernard Tapie.
Ensuite, la Provence, est finalement cédée à Rodolphe Saadé le 30 septembre après validation par le Tribunal de Commerce de Bobigny pour 81 M€ après plus d’un an d’intense compétition avec Xavier Niel, tant devant les tribunaux que par déclarations interposées dans la presse.
En avril 2023, le CDR annonce avoir perçu 143 M€ grâce à ces ventes, « correspondant à l'hôtel de Cavoye et un acompte sur La Provence » : 70 M€ d’actifs financiers (surtout des dépôts bancaires à l’étranger) et le produit de la vente de la villa à Saint-Tropez sont encore saisis par la justice française dans le cadre de la procédure pénale. Le CDR est donc en mesure de verser un dividende de 100 M€ à l’État. Cependant, en comptant les intérêts courants, le CDR chiffre à plus de 660 M€ les dettes de feu Bernard Tapie, de son épouse et de ses sociétés : le CDR estime à 320 M€ les sommes dues à l’État et aux contribuables qui pourront finalement être récupérés car la valeur totale des actifs de Bernard n’est pas suffisante pour couvrir son passif.
La procédure pénale est toujours en cours. Le 24 novembre 2021, la Cour d’Appel de Paris condamne Stéphane Richard, Pierre Estoup, Maurice Lantourne et Jean-François Rocchi pour complicité de détournement de fonds publics. Tous interjettent appel, et le 28 juin 2023, la Cour de cassation maintient les condamnations de Maurice Lantourne et Pierre Estoup et annule celles de Stéphane Richard et Jean-François Rocchi. Ces derniers sont renvoyés devant la Cour d’appel pour un nouveau procès.

## Mission
La création du Consortium de Réalisation en mars 1995 est la conséquence directe de la situation de quasi-faillite dans laquelle se trouve le Crédit Lyonnais en 1993, alors banque publique, qui enregistre « le déficit le plus important de l’histoire » des banques publiques françaises, soit 6,9 MdF. En tant que structure de défaisance, la mission du CDR consiste à permettre au Crédit Lyonnais de se séparer de ses actifs toxiques, douteux, etc. (les plus à même de creuser ses pertes déjà importantes), ce qui améliore suffisamment le bilan financier de la banque pour éviter une faillite. Le CDR rend donc possible une opération de sauvetage dont le but final est d’empêcher le déclenchement d’une crise bancaire systémique.
Ultérieurement, le CDR reçoit la charge des deux défaisances du GAN et du Comptoir des Entrepreneurs, elles-mêmes instituées au moment de la crise immobilière des années 1990. Une fois les actifs douteux transférés au CDR, ce dernier à la charge de les liquider en les vendant au meilleur prix pour limiter le plus possible les pertes du garant. Les éventuelles pertes sont assumées in fine par l’État et les finances publiques, et les bénéfices nets du CDR sont entièrement reversés à l’État sous forme de dividendes.
Pour accomplir sa mission, le CDR a pour tâches concrètes de dresser l’inventaire de ses actifs, d’en évaluer la valeur, de leur trouver des acheteurs, de négocier les prix de cession et de mener ces cessions à terme. Dans cette optique, le CDR peut être amené, comme c’est le cas dans l’Affaire Tapie/Crédit Lyonnais, à déclencher et suivre des procédures de contentieux (pour obtenir le remboursement de dettes, etc.).

## Statut et gouvernance

### Liste des dirigeants depuis la création
- 1995-1997 : Michel Rouger, ancien Président du Tribunal de Commerce de Paris, Président du Conseil d’administration / François Lemasson Directeur général
- 1998-2001 : Raymond H. Lévy, ancien PDG de Renault, Président du Conseil de surveillance / François Lemasson président du Directoire jusqu'en 1999 puis remplacé par Jean-Arnaud de Lasa
- 2001-2006 : Jean-Pierre Aubert, ancien Conseiller d’Etat, Président Directeur Général
- 2006-2013 : Jean-François Rocchi, haut fonctionnaire et ancien Président du BRGM, Président Directeur Général
- Depuis 2013 : François Lemasson, Président Directeur Général, ancien haut fonctionnaire, ancien président du Comptoir des entrepreneurs et du Crédit Foncier de France

### Évolution des statuts du CDR
Lors de sa création en 1995, l’organisation du CDR est régie par la loi n°95-1251 du 28 novembre 1995. Cette même loi crée l'Établissement public de financement et de restructuration (EPFR) exerçant la tutelle de l’État sur le CDR. L'EPFR est un Établissement public à caractère industriel et commercial (EPIC). Le CDR est alors une société anonyme (SA) dont les capitaux proviennent du Crédit Lyonnais pour faciliter les transferts d’actifs de cette banque, sans consolidation comptable mais sous contrôle du ministère des Finances et de l’EPFR.
Article 2 “L'Etablissement public de financement et de restructuration a pour mission de gérer le soutien financier apporté par l'Etat au Crédit lyonnais dans le cadre du cantonnement de certains de ses actifs au sein de la société chargée d'assurer la réalisation de ceux-ci et dénommée Consortium de réalisation.”
1er changement de statut en 1998 : alors qu’initialement l’EPFR et le CDR n’avaient aucun lien capitalistique, le premier devient l’actionnaire quasi-unique du CDR. En 2001, retour en arrière, et le CDR revient à son statut initial de SA avec Président Directeur-Général. L’EPFR a été dissous le 1er janvier 2015 : l’autorité de tutelle du CDR devient l’Agence des participations de l’Etat (APE).

## Données financières
En 1996, les pertes du CDR, assumées en dernier ressort par l’État pour éviter au Crédit Lyonnais une faillite, sont estimées à un total de 14,7 Md€, après prise en compte des prix de cession de tous les actifs que le CDR avait à liquider pour limiter le plus possible ces pertes. 10 ans plus tard, cette estimation est revue par la Cour des Comptes à la baisse, à 10,23 Md€.
Sur la période 2013-2022, le CDR indique avoir généré des bénéfices nets de plus de 270 M€ et versé pour le seul exercice 2022 un dividende de 100 millions € à l’État.

## Principaux dossiers résumés

### Adidas et Bernard Tapie
En juillet 1990, Bernard Tapie achète l’équipementier sportif Adidas grâce au soutien du Crédit Lyonnais et de sa filiale, la SDBO, mais nommé ministre de la Ville par François Mitterrand en 1993, l’homme d’affaires doit revendre ses entreprises. Il revend alors Adidas, par l’intermédiaire du Crédit Lyonnais en 1995 à Robert-Louis Dreyfus. Bernard Tapie estime trois ans plus tard que « le Crédit Lyonnais a fait une plus-value sur son dos ».
Les 25 années qui suivent voient se multiplier les procédures judiciaires contre Bernard Tapie ou initiées par lui, lors desquels il tente d’obtenir réparation pour le préjudice qu’il prétend avoir subi lors de la vente d’Adidas, thèse que la justice réfutera définitivement en 2015. Dans le cadre de ce dossier, le CDR a pour rôle principal de recouvrer les sommes que Bernard Tapie devait rembourser par décision de justice, à savoir 404 M€ (sans compter les intérêts courants), après l’annulation d’un arbitrage dont il est établi par la justice qu’il était frauduleux et qui lui avait permis de toucher des dommages et intérêts indus.

### AOM French Airlines
AOM French Airlines est une compagnie aérienne active de 1991 à 2001. Après la cession des parts de René Micaud, cofondateur de la compagnie, AOM devient la propriété de Saga, une société détenue par Altus Finance, filiale du Crédit Lyonnais. En 1997, le chiffre d’affaires d’AOM était en encore de 3,74 MdsF.
La compagnie devient un actif industriel important de la filiale CDR Entreprises avec la défaisance du Crédit Lyonnais : le CDR a pour mission de vendre cet actif et conclut une transaction en 2000 avec Swissair. La compagnie disparait définitivement en 2003.

### Artémis
En 1992, le Crédit Lyonnais entre au capital d’Artémis, la holding du groupe Pinault, et finit quelques années plus tard par en détenir 24,6% du capital. Dans le cadre de sa mission de défaisance, le CDR confie un mandat à la banque Goldman Sachs de trouver un acquéreur au meilleur prix jusqu’à la date limite du 28 mai 1997.
François Pinault disposait d’un droit de préemption pour acquérir les titres Artémis au même prix selon un accord passé avec le CDR en 1996 : en cas d’absence d’acquéreur et sur la base d’un prix plancher défini par René Ricol alors président de la chambre des commissaires au compte, François Pinault pouvait racheter les 24,5% détenus dans la holding Artémis, plus des obligations de 1,5 MdsF nominal, pour une somme totale de 1,5 MdsF. Pour obtenir un meilleur prix de revente pour l’Etat et en l’absence d’acquéreurs tiers, l’EPFR décide donc de racheter ces parts au CDR avant application de l’accord pour un montant de 3,7 MdsF, dans l’espoir de les revendre ensuite à une somme plus fidèle à leur valeur réelle.
En 1998, François Pinault menace en conséquence d’attaquer en justice au tribunal de commerce pour non-respect de l’accord conclu en 1996. Finalement, après nomination de deux médiateurs, un compromis est trouvé pour la revente des parts à l’homme d’affaires pour un montant de 4,1 MdsF, représentant une somme très supérieure aux 1,5 MdsF de l'accord initial, mais que certains estimeront inférieurs aux 24,5% de la valeur estimée d'Artémis en juillet 1998.

### Bolloré Investissement et la Compagnie des Glénans
Le Crédit Lyonnais est, avant sa quasi-faillite, propriétaire de parts de la Compagnie des Glénans, une holding par le biais de laquelle Vincent Bolloré détient sa participation dans le Groupe Rivaud, une autre banque française. Le CDR a pour mission de liquider cet actif : c’est chose faite en 2011, après de longues négociations avec Vincent Bolloré et une première conversion en 2003 de la participation « illiquide » du CDR dans la Compagnie en obligations convertibles.

### Bouygues
Le Crédit Lyonnais avait acquis des parts du capital du groupe Bouygues (plus de 10% du capital), que le CDR liquide, les revendant principalement sur le marché boursier français lors de plusieurs vagues de vente entre 1998 et 1999. La dernière vague de vente rapporte au CDR près d’1,5 MdsF, contribuant à réduire les pertes pour l’État de la défaisance du Crédit Lyonnais.

### Executive Life
Executive Life était le plus grand gestionnaire d’assurance-vie de Californie avant de faire faillite en 1991. Le Crédit Lyonnais, à travers sa filiale Altus Finance, organise un montage pour créer une société écran, Aurora National Life Assurance Co. pour contourner le Glass-Steagall Act. En effet, celui-ci dispose que les banques ne peuvent posséder plus de 25% d’une compagnie d’assurance. En 1993, Executive Life est racheté par Artémis, la holding de François Pinault. Après découverte de ce montage, le California Insurance Department intente un procès contre le Crédit Lyonnais et les différentes parties prenantes en 1999.
Le CDR, après liquidation de ces actifs, a alors pour rôle de mener le contentieux à son terme. Dans le volet pénal de l’affaire, Artémis est condamné à verser 185 M$ en 2003. Après l’échec de plusieurs tentatives de médiation civile, le Crédit Lyonnais et le CDR accepteront par accord à l’amiable une amende de 700 M$ en 2005.

### Framatome
En 1992, l’équipementier de centrales nucléaires Framatome est détenu à 42 % par Alcatel-Alsthom, à 36 % par le CEA, les parts restantes se répartissent entre EDF et le Crédit lyonnais. En 1996, le CDR récupère les parts détenues par le Crédit Lyonnais, soit 4% du capital de l’industriel, qu’il revend en 1999 lorsque les activités de Siemens et de Framatome dans le nucléaire fusionnent.

### Metro-Goldwyn-Mayer (MGM)
En 1990, le Crédit Lyonnais, par sa filiale CLBN, accorde un prêt à l’homme d’affaires italien Giancarlo Parretti lui permettant de se porter acquéreur des studios Metro-Goldwyn-Mayer (MGM), alors proches de la faillite. Ce prêt est annulé par le Crédit Lyonnais en 1991, amenant également Giancarlo Parretti au bord de la faillite : le Crédit Lyonnais prend le contrôle de la MGM en 1993 et dépense les années suivantes des « millions de $ » pour relancer le studio, accumulant 2 Mds$ de perte.
Le CDR, dans le cadre de la liquidation des actifs douteux du Crédit Lyonnais, procède à la revente de cet actif en 1997 pour 1,3 Mds$ et mené jusqu’à son terme un contentieux aux États-Unis. La justice américaine enquête en effet pour savoir si la banque a contribué aux fraudes financières commises par Giancarlo Parretti lors de son rachat des studios : le Crédit Lyonnais n’est pas poursuivi.

### Usinor
Usinor est un groupe sidérurgique français fondé en 1948 et disparu en 2001 lors de la fusion à l’origine de la création d’Arcelor. Le Crédit Lyonnais acquiert 20% du capital en 1991 dans un contexte difficile pour Usinor et toute la sidérurgie française. En 1995, Usinor est privatisé par l’État français, et en pleine liquidation des actifs du Crédit Lyonnais, dont ses participations industrielles, le CDR revend ces parts.

### Le Passage du Havre
Le Passage du Havre est un passage couvert proche de la Gare Saint-Lazare à Paris et dans lequel se trouve un centre commercial. Initialement, le Crédit Lyonnais, via sa filiale IBSA, prête à l’homme d’affaires Marc Berdugo de quoi rénover le passage et dynamiser son attractivité commerciale : en 1993, le Crédit Lyonnais demande à Marc Berdugo de se retirer de l’opération et céder ses parts dans les actifs immobiliers concernés, du fait de « son absence de surface financière ». L’homme d’affaires accepte pour apurer sa dette auprès de la banque en échange d’un versement de 187 MF par le Crédit Lyonnais.
Il s’ensuit un long contentieux lors duquel Marc Berdugo réclame le versement de cette somme et de dommages et intérêts. Le contentieux n’empêche cependant pas la vente en septembre 2000 du Passage du Havre par le CDR au fonds d’investissement néerlandais SEPF pour 155 M€.

### Patrimoine Immobilier
Lors de sa création en 1994, l’Omnium immobilier de gestion (OIG) reçoit, parmi les actifs du Crédit Lyonnais à liquider, l’équivalent de 45 MdsF d’actifs immobiliers, dont 75% situés en Île-de-France, 10% à l’étranger et 15% ailleurs sur le territoire français.
Tous les actifs (bureaux, immeubles, appartements, etc.) ne sont pas immédiatement vendables et l’OIG, devenu après la création du CDR une filiale de ce dernier nommée « CDR Immobilier », procède à des travaux, voire à de complètes réhabilitations : ces dépenses auront mobilisé 1,6 MdsF entre 1994 et la fin de l’année 1997. Ceci en ligne avec la nouvelle stratégie, non plus liquidative mais de valorisation des actifs pour en tirer le meilleur prix, adoptée en 1997. In fine, la quasi-totalité des actifs immobiliers du CDR est vendue avant la fin de l’année 2021, selon la Cour des Comptes.